# Муракіно
Мура́кіно (рос. Муракино) — присілок у складі Митищинського міського округу Московської області, Росія.

## Населення
Населення — 10 осіб (2010; 6 у 2002).
Національний склад (станом на 2002 рік):
- росіяни — 83 %